# Jüdische Gemeinde Drensteinfurt

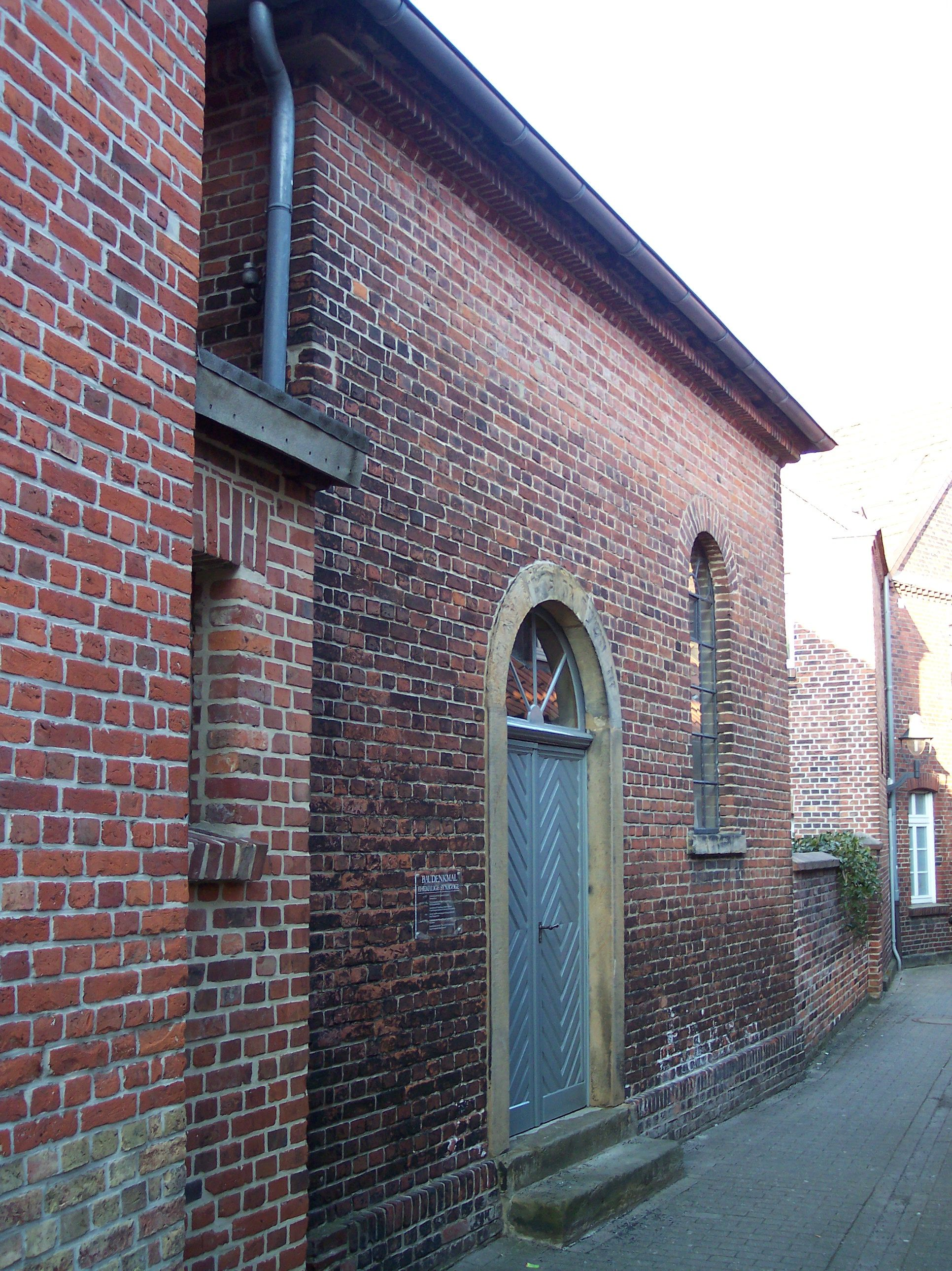
Die ehemalige Synagoge von Drensteinfurt.

Die Jüdische Gemeinde von Drensteinfurt bestand zwischen 1811 und 1939. Die Synagoge gehört zu den wenigen erhaltenen jüdischen Gotteshäusern im Münsterland.

## Geschichte der jüdischen Gemeinde
Die erste Nennung von Juden in Drensteinfurt stammt aus dem Jahr 1544, als ein in Münster ansässiger Benedikt wegen hoher Schulden und veruntreuter sakraler Gegenstände in Drensteinfurt festgenommen worden war. Jüdische Einwohner Drensteinfurts sind für das Jahr 1581 erstmals aktenmäßig belegt.
Zwischen 1581 und 1811 wohnten keine Juden dauerhaft im Ort. Erst unter französischer Herrschaft, als Drensteinfurt zum Großherzogtum Berg gehörte, änderte sich die Situation. 1811 lebten wieder vier jüdische Familien in der Stadt, 1816 waren es 14 Personen. Die jüdische Bevölkerung Drensteinfurts sowie der zum Synagogenbezirk gehörenden Ortschaften Walstedde und Bockum wuchs bis 1885 kontinuierlich an. Mit insgesamt 68 Gemeindemitgliedern erreichte sie in diesem Jahr ihren historischen Höchststand. Seit 1890 ging die Zahl allerdings wieder zurück, weite Teile der jüdischen Landbevölkerung zogen in die Städte, vor allem nach Münster.

### Entwicklung der Anzahl der Juden in Drensteinfurt
| Jahr    | Anzahl                                      |
| 1811    | 4 Familien                                  |
| 1816    | 14 Personen (in 2 Familien)                 |
| 1847    | 26 oder 34 Personen                         |
| 1862    | 27 Personen                                 |
| um 1870 | 32 Personen (in 7 Familien)                 |
| 1885    | 54 Personen (ca. 3 Prozent der Bevölkerung) |
| 1895    | 45 Personen                                 |
| 1901    | 30 Personen                                 |
| 1928    | 21 Personen                                 |
| 1932    | 25 Personen                                 |
| 1938    | 27 Personen                                 |
| 1940    | 9 Personen                                  |
| 1941    | keine                                       |

## Synagoge Drensteinfurt

### Bau der Synagoge

Die Synagoge von Drensteinfurt. Über dem Eingang ist die hebräische Inschrift zu erkennen.

Seit dem 6. Juli 1872 verfügte die Gemeinde über eine eigene Synagoge, zuvor hatte man stets Privaträume als Betsaal benutzt. Das vormalige Gartengrundstück, auf dem die Synagoge errichtet wurde, hatte Amalia („Malchen“) Reinhaus, geborene Merle Löwenstein, Witwe des ehemaligen Vorstehers der jüdischen Gemeinde in Drensteinfurt, Leser Reinhaus, am 4. Juli 1870 vom Schuster Everhard Klaverkamp für 210 Thaler gekauft. Die Baukosten für die Synagoge betrugen 1698 Thaler und neun Silbergroschen, die durch eine Haussammlung bei sieben Familien (mit 38 Mitgliedern) zusammenkamen.
1909 wurde die Drensteinfurter Gemeinde eine selbständige Filiale der Synagogengemeinde Ahlen, zu der die Verbindung aber sehr locker blieb. Die Synagoge war von 1870 bis 1872 am Verbindungsweg zwischen Münsterstraße und Mühlenstraße, an der heutigen Synagogengasse (in der NS-Zeit Kirchengasse, zuvor Judengasse genannt), im münsterländischen Backsteinstil errichtet worden. Seit 1890 war die Gemeinde als Eigentümerin des zuvor in jüdischem Privatbesitz stehenden Grundstücks eingetragen. Der schlichte, rote Bau im Rundbogenstil füllt nahezu die gesamte quadratische Grundfläche aus. Das rundbogige Portal mit hölzerner Eingangstür, zu dem zwei Stufen führen, wird von Baumberger Sandstein umrahmt. Rechts neben dem Eingang war eine Mesusa angebracht. Der Rundbogen trägt die hebräische Inschrift: זה השער לה' צדיקים יבואו בו - „Das ist das Tor zu IHM. Bewährte kommen darein.“ (Psalm 118, 20)
Im Innenraum führt eine Wendeltreppe zur Frauenempore. Die Wände sind mit beigefarbenem Putz versehen, an der Ostwand ist der Platz des zerstörten Thoraschreins mit einer weißen Fläche markiert. In der Synagoge waren Holzbänke für 20 bis 30 Personen aufgestellt. Nach dem Wegzug zahlreicher Gemeindemitglieder wurde die Synagoge in den 1920er und 1930er Jahren nur noch an Feiertagen oder aus Anlass einer Hochzeit oder Bar Mizwa genutzt.
Die letzte Bar-Mizwa-Feier in der Synagoge wurde 1936 von Werner Terhoch abgehalten.

### Untergang

Informationstafel an der Synagoge.

Während der Novemberpogrome 1938 verwüsteten SS-Leute aus Werne und Bockum-Hövel die Inneneinrichtung der Drensteinfurter Synagoge. Die Thorarollen wurden vor der Synagoge ausgerollt und mit Füßen getreten. Die Nationalsozialisten trieben zahlreiche Gemeindemitglieder gewaltsam in die Synagoge und zwangen sie, einen Gottesdienst zu feiern. Weite Teile des Inventars wurden in den folgenden Tagen verbrannt oder zu Brennholz verarbeitet und verkauft. Die Kultgegenstände gingen ebenfalls verloren. Lediglich ein Gebetbuch und ein Pentateuch blieben aus dem Gemeindebesitz erhalten. Die Thorarollen übergab der Gemeindevorsteher vermutlich dem katholischen Pastor Alfers, der eine Weitergabe an den münsterischen Rabbiner Julius Voos veranlasste. Über Voos ist die heilige Schrift möglicherweise zum nach Argentinien emigrierten ehemaligen Rabbiner von Münster, Fritz Leopold Steinthal, gelangt.
Am 4. Mai 1939 verkaufte Siegmund Salomon als Vertreter der Gemeinde das Synagogengrundstück für 1000 Reichsmark an Gertrud Klaverkamp, die Tochter des früheren Besitzers. Klaverkamp vermietete das Gebäude an einen Elektriker, der die Synagoge als Werkstatt und Lagerraum nutzte. Wegen der Auflage im Mietvertrag, nichts an der Bausubstanz zu verändern, blieb das Gotteshaus aber weitestgehend erhalten. 1944 traf allerdings ein Bombenangriff das Dach der ehemaligen Synagoge.
Während des Holocausts wurden auch Drensteinfurter Juden ermordet. Die meisten jüdischen Einwohner der Stadt fanden im KZ Stutthof den Tod, nur wenigen gelang die Emigration nach Israel oder Uruguay. Heute leben keine Juden mehr in Drensteinfurt.

### Wiederaufbau
Nach dem Ende des NS-Regimes musste die Besitzerin 1953 im Rahmen des Rückerstattungsverfahrens eine Zahlung in Höhe von 670 D-Mark leisten. Ins Blickfeld der Öffentlichkeit kam das Gebäude allerdings erst anlässlich der Diskussion um die Eintragung als Baudenkmal in den 1980er Jahren. 1982 erfolgte die vorläufige Unterschutzstellung, für die sich vor allem der evangelische Pastor starkgemacht hatte. 1984 bildete sich ein Gesprächskreis der evangelischen Kirchengemeinde Drensteinfurt, aus dem 1990 der Förderverein Alte Synagoge hervorging. Nach der endgültigen Unterschutzstellung 1985 erwarb die Stadt das Gebäude am 20. Januar 1988.
1990 konnte mit der Restaurierung begonnen werden. Dafür standen sowohl private Spenden als auch Landesmittel und ein Zuschuss des Kreises Warendorf zur Verfügung. In den umfangreichen Arbeiten wurden der Innenraum so weit wie möglich nach historischen Photographien rekonstruiert, der Dachstuhl erneuert und die Fassade aufwändig gereinigt. 1991 erfolgte die Umbenennung der Kirchgasse in Synagogengasse. Am 9. November 1992 konnte die restaurierte Synagoge schließlich als „Kulturstätte mit erinnerndem und mahnendem Charakter“ eingeweiht werden. Seitdem steht das ehemalige jüdische Gotteshaus für kulturelle Veranstaltungen offen. 1993 erhielt die Stadt Drensteinfurt die Europa-Nostra-Medaille für die „eindringliche und behutsame Wiedergewinnung eines kleinen aber wichtigen Denkmals jüdischer Tradition in Westfalen“.
Der Träger der heutigen „Kulturstätte“, gebildet aus zwei örtlichen Vereinen, ist Mitglied im Arbeitskreis der NS-Gedenkstätten und -Erinnerungsorte in NRW mit derzeit 29 zugehörigen Einrichtungen. (2020)

## Stolpersteine
Ab 2008 wurden am Südwall und an der Hammer Straße Stolpersteine für einige ehemalige jüdische Einwohner Drensteinfurts (für Johanna Salomon, ihre Töchter Frieda und Jenny, geb. Levy, sowie den Schwiegersohn Rudolf Seelig, und für Siegmund Salomon, seine Frau Else, geb. Hartmann, und die Tochter Fanny Irma) zur Erinnerung an deren Deportation im Jahre 1941 und deren Ermordung in Konzentrationslagern gelegt. Die letzten beiden Stolpersteine (für die Schwestern Emma Simon, geb. Terhoch, und Helene Gerson, geb. Terhoch) kamen am Südwall im Jahr 2023 hinzu.

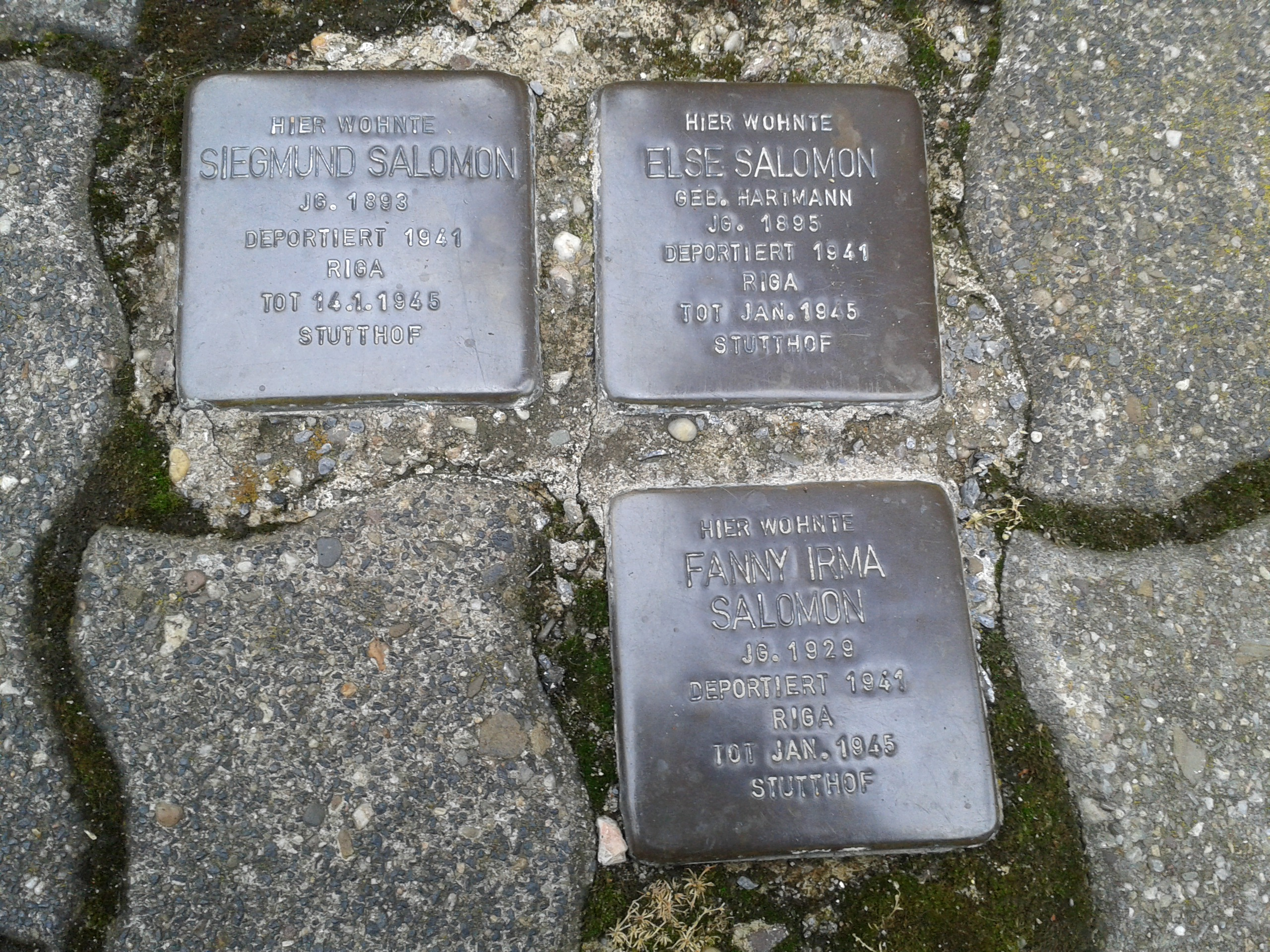
Drei der Stolpersteine am Südwall
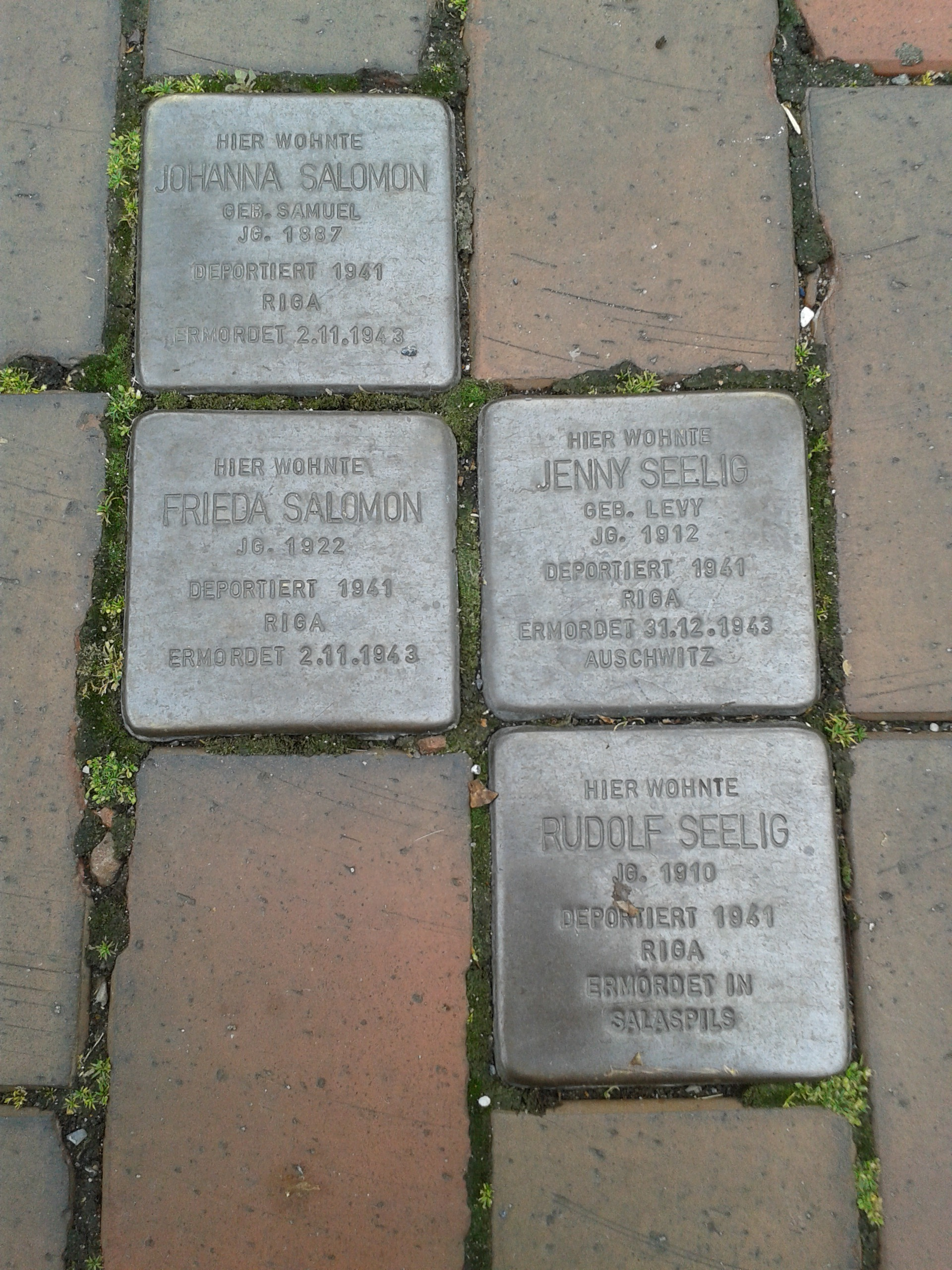
Stolpersteine an der Hammer Straße

Von den am 11. Dezember 1941 noch verbliebenen 10 jüdischen Einwohnern Drensteinfurts überlebte einzig Herta Herschcowitsch (auch: Herschcowicz), geb. Salomon, die als 17-Jährige ebenfalls deportiert wurde. Sie kehrte zwar nach dem Krieg im Mai 1945 nach Drensteinfurt zurück, konnte dort aber weder Verwandte finden noch das Elternhaus bewohnen, so dass sie sich daraufhin in ein Flüchtlingslager begab. Nach der Gründung des Staates Israel wanderte sie mit ihrem Mann, den sie im Flüchtlingslager kennengelernt hatte, nach Israel aus.

## Jüdischer Friedhof Drensteinfurt

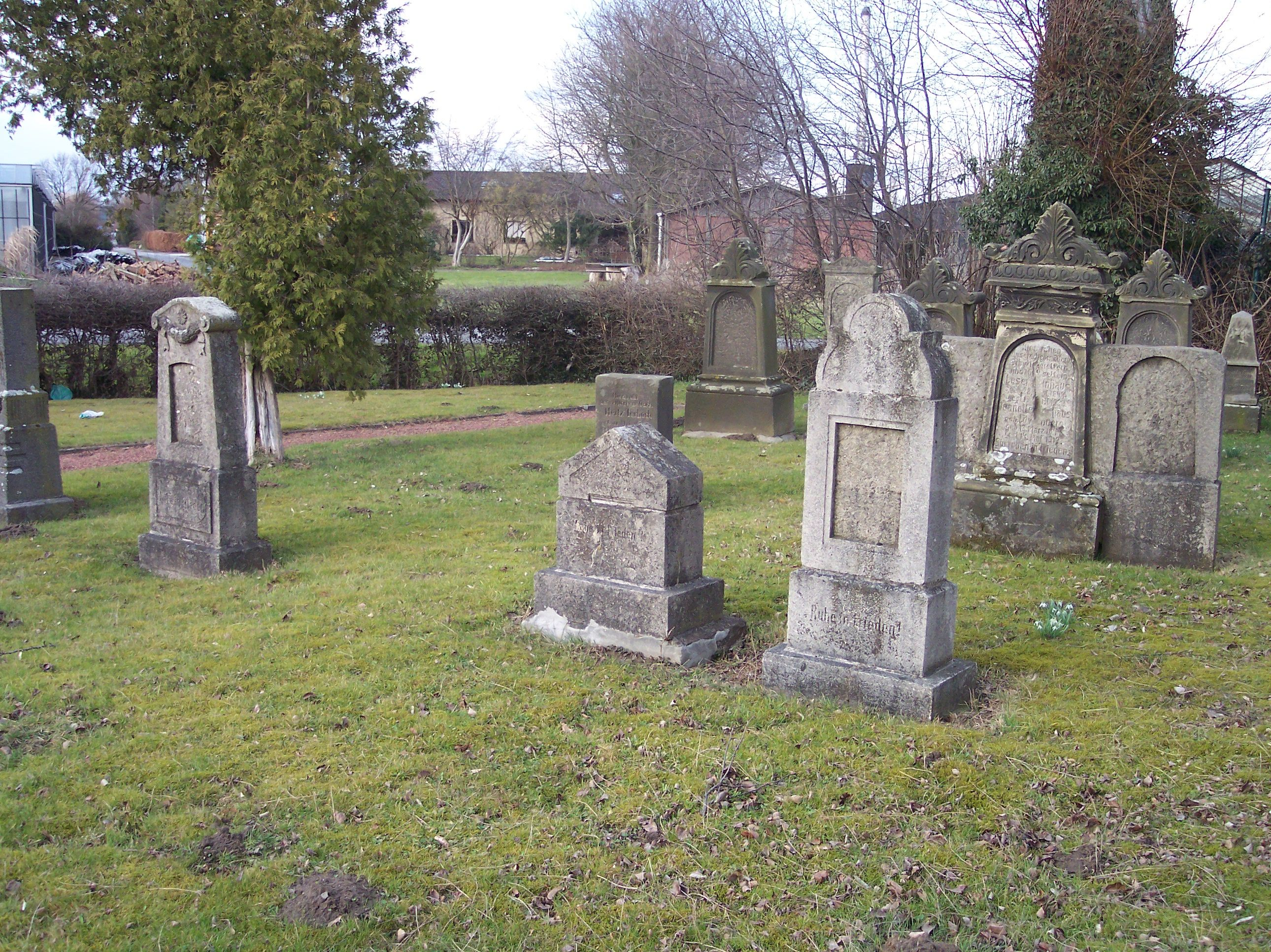
Der alte jüdische Friedhof von Drensteinfurt.

Der jüdische Friedhof wurde 1826 angelegt. Der älteste bis heute erhaltene Grabstein stammt aus dem Jahr 1853. 1891 erfolgte eine Erweiterung, da der Begräbnisplatz für die zu dieser Zeit stark anwachsende Gemeinde zu klein geworden war. In den Jahren 1936 und 1937 wurde der Friedhof von nationalsozialistischem Vandalismus verwüstet. Die Besitzer der Nachbargrundstücke scheuten sich zudem nicht länger, Grabsteine zu entwenden, um Grabenböschungen damit abzustützen. Noch 1938 wurde allerdings auch ein Familiengrab restauriert. Die letzte Beerdigung auf dem Friedhof fand am 12. März 1929 statt.
Erst Mitte der 1950er Jahre sorgte die Stadtverwaltung für eine Instandsetzung des jüdischen Friedhofs. In den 1980er Jahren sorgte der Förderverein Alte Synagoge für die Restaurierung einiger Grabsteine. Heute stehen 26, zum Teil stark verwitterte Grabsteine auf dem Begräbnisplatz. Ein Vergleich mit dem Register der Todesfälle ergibt, dass rund 37 Grabsteine fehlen. 1982 wurde der Friedhof in die Denkmalliste der Stadt Drensteinfurt aufgenommen.
Auf dem Friedhof steht ein Gedenkstein mit hebräischer Inschrift, der an Malchen Reinhaus erinnert, die im Jahr 1883 starb.

Ahlen |
Beckum |
Beelen |
Drensteinfurt |
Enniger |
Oelde |
Stromberg |
Sendenhorst |
Telgte |
Wadersloh |
Warendorf, Alter Friedhof |
Warendorf, Neuer Friedhof